# Schuders
Schuders (im Ortsdialekt Schuudersch [ˈʃuːdərʃ] ausgesprochen) ist ein walserisches, als Hangsiedlung angelegtes Dorf und ehemalige Gemeinde in 1272 m Höhe im bündnerischen Prättigau.

## Geographie und Geologie

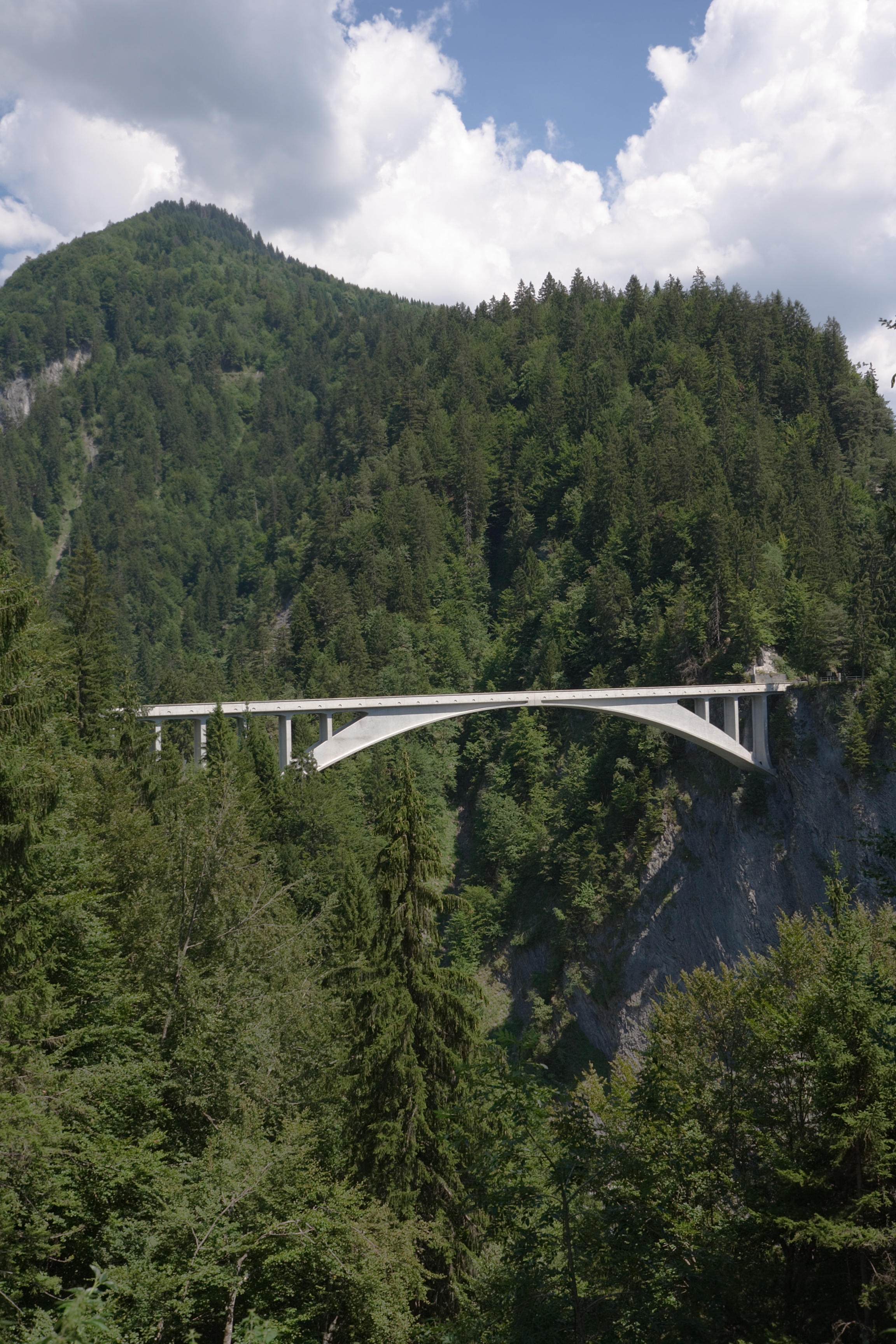
Salginatobelbrücke

Von Schiers aus ist Schuders über eine kurvenreiche Strasse erreichbar, welche die 1930 von Robert Maillart konstruierte Salginatobelbrücke passiert.
Bei Schuders befindet sich mit einer Breite von 1200 m und einer Höhe von 600 m eines der grössten Rutschgebiete der Alpen. Nachdem schon 1887/88 ein ganzer Teil des Dorfes infolge Schieferrutschungen aufgegeben werden musste, zeigten sich ab 1910 erneute Rutschungen, die 1935 in raschere Bewegungen mündeten und neue, bislang nicht betroffene Gebiete mit einbezogen. Nach dem Zweiten Weltkrieg musste die erst 1928 bis 1934 erbaute Strasse mehrmals verlegt werden, und um 1960 war ein Drittel des einst landwirtschaftlich genutzten Bodens verloren. Die mittlere Geschwindigkeit der Rutschungsbewegung im eigentlichen Rutschgebiet betrug im Zeitraum zwischen 1942 und 1964 184 cm pro Jahr. 1956/57 wurde erwogen, alle Einwohner umzusiedeln, doch ab 1960 stabilisierten sich die Hänge wieder.

## Geschichte

Rutschgebiet. Luftbild von Werner Friedli (1957)

Ersturkundlich bezeugt ist das Dorf 1256 als Schuder. Im 16. Jahrhundert (und wohl schon ab dem 12. Jahrhundert) unterstand Schuders der Grundherrschaft des Churer Domkapitels. 1677 erfolgte der Verkauf der letzten Güter und Rechte an Schuders, das bis 1851 eine Nachbarschaft der Gerichtsgemeinde Schiers blieb. Schuders galt dann bis 1878 als weitgehend selbstständige Gemeinde. Im Jahr 1850 hatte sie 114 Einwohner.
Schuders, das seit 1508 im Besitz einer eigenen Dorfkirche ist,
trat 1593 zur Reformation über. Kirchlich gehörte Schuders von 1573 bis 1593 als Filiale zu Schiers, dann wurde es bis 1595 von Seewis aus besorgt. Von da an hat es einen eigenen Pfarrer – zeitweilig auch Pfarrer von Nachbargemeinden – und ist selbstständig.
Im 16. Jahrhundert wurde in Schuders Bergbau betrieben. Die Knappenkapelle St. Anna ist 1508 erstmals erwähnt und 1929 und 1983 renoviert. Seit 1867 kämpft Schuders gegen Hangrutsche und Rüfengänge, sodass kostspielige Schutzmassnahmen nötig waren. Die 1933 gebaute Fahrstrasse nach Schiers führt über die 1930 von Robert Maillart konstruierte Salginabrücke.

## Wirtschaft
Früher eine Bergbaugemeinde, lebt Schuders heute von der Landwirtschaft und dem Sommertourismus.